# 盧尼克角
70°32′S 163°6′E / 70.533°S 163.100°E
盧尼克角是南極洲的海岬，位於奧布灣西部，處於德爾加奇山東北面6公里，由蘇聯探險隊繪入地圖，並以該國的登月行動命名。